# Вольная борьба на летних Олимпийских играх 1932 — до 72 кг
Соревнования по вольной борьбе в рамках Олимпийских игр 1932 года в полусреднем весе (до 72 килограммов) прошли в Лос-Анджелесе с 1 по 3 августа 1932 года в Grand Olympic Auditorium.
Турнир проводился по системе с начислением штрафных баллов. За чистую победу штрафные баллы не начислялись, за победу по очкам борец получал один штрафной балл, за поражение — три штрафных балла. Борец, набравший пять штрафных баллов, из турнира выбывал. Тот круг, в котором число оставшихся борцов становилось меньше или равно количеству призовых мест, объявлялся финальным, и борцы, вышедшие в финал, проводили встречи между собой. В случае, если они уже встречались в предварительных встречах, такие результаты зачитывались. Схватка по регламенту турнира продолжалась 15 минут.
В полусреднем весе боролись 9 участников. Фаворитом соревнований назывался 41-летний Эйно Лейно, финн, живущий в США, чемпион олимпийских игр 1920 года, серебряный призёр 1924 года и бронзовый призёр 1928 года. Решающей встречей  стала встреча в четвёртом круге, где Лейно уступил Джеку Ван Бебберу, который после этой победы, до финала стал чемпионом. Во встрече за «серебро» Лейно снова уступил Дэнни Макдональду.

## Призовые места
- Джек Ван Беббер
- Дэнни Макдональд
- Эйно Лейно

## Первый круг
| Штрафных баллов | Участник 1       | Результат    | Участник 2      | Штрафных баллов |
| --------------- | ---------------- | ------------ | --------------- | --------------- |
| 0               | Дэнни Макдональд | Туше (4:58)  | Ёсио Коно       | 3               |
| 0               | Эйно Лейно       | Туше (10:40) | Людвиг Линдблом | 3               |
| 0               | Джек Ван Беббер  | Туше (2:21)  | Рауль Лопес ¹   | 3               |
| 1               | Еан Фёльдеак     | По очкам     | Бёрге Йенсен    | 3               |
| 0               | Дюла Зомбори     | Пропускал    |                 |                 |

¹ С соревнований снялся

## Второй круг
| Штрафных баллов | Участник 1       | Результат    | Участник 2      | Штрафных баллов |
| --------------- | ---------------- | ------------ | --------------- | --------------- |
| 0               | Дэнни Макдональд | Туше (14:45) | Дюла Зомбори    | 3               |
| 1               | Эйно Лейно       | По очкам     | Ёсио Коно       | 6               |
| 2               | Еан Фёльдеак     | По очкам     | Людвиг Линдблом | 6               |
| 1               | Джек Ван Беббер  | По очкам     | Бёрге Йенсен    | 6               |

## Третий круг
| Штрафных баллов | Участник 1      | Результат | Участник 2       | Штрафных баллов |
| --------------- | --------------- | --------- | ---------------- | --------------- |
| 1               | Эйно Лейно      | Неявка    | Дюла Зомбори     | 6               |
| 2               | Джек Ван Беббер | По очкам  | Дэнни Макдональд | 3               |
| 2               | Еан Фёльдеак    | Пропускал |                  |                 |

## Четвёртый круг
| Штрафных баллов | Участник 1       | Результат | Участник 2   | Штрафных баллов |
| --------------- | ---------------- | --------- | ------------ | --------------- |
| 4               | Дэнни Макдональд | По очкам  | Еан Фёльдеак | 5               |
| 3               | Джек Ван Беббер  | По очкам  | Эйно Лейно   | 4               |

## Финал
| Штрафных баллов | Участник 1       | Результат | Участник 2 | Штрафных баллов |
| --------------- | ---------------- | --------- | ---------- | --------------- |
|                 | Дэнни Макдональд | По очкам  | Эйно Лейно |                 |